# Goldschatz von Košice

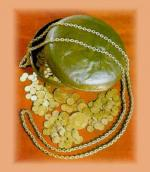
Goldschatz von Košice

Der Goldschatz von Košice (slow. Košický zlatý poklad) besteht aus 2920 goldenen Münzen (Dukaten), drei Goldmedaillen und einer Renaissance-Goldkette aus der Zeit des 15. bis 17. Jahrhunderts. Er wurde 1935 beim Bau des neuen Gebäudes des Finanzdirektoriums an der Hlavná ulica 68 (dt. Hauptstraße) in Košice (deutsch Kaschau) in der Ostslowakei entdeckt und gilt als einer der größten Depotfunde dieser Art in Europa.

## Entdeckung
„Wie bereits kurz berichtet, wurde bei Erdarbeiten für einen Neubau eine große Anzahl von Goldmünzen gefunden. Die Auffindung des Schatzes ist einem besonderen Zufall zu verdanken. Ein Arbeiter grub irrtümlicherweise um 15 Zentimeter tiefer, als er Auftrag hatte, und stieß auf eine Kupferschüssel, in der sich 11.25 Kilogramm Goldmünzen und Schmuckstücke befanden. Die Münzen stammen aus dem 14. bis 18. Jahrhundert. Einige Münzen sind sogar römischen Ursprungs, viele stammen aus der Zeit Georg Podjebrads. Man vermutet, daß der Schatz vom Fürsten Franz Rakoczy II. vergraben wurde. Der reine Goldwert der Münzen wird auf eine halbe Million Tschechenkronen geschätzt. Der Arbeiter, der den Schatz gefunden hat und Vater von vier Kindern ist, bekommt ein Drittel in barem Geld ausbezahlt.“

## Inhalt

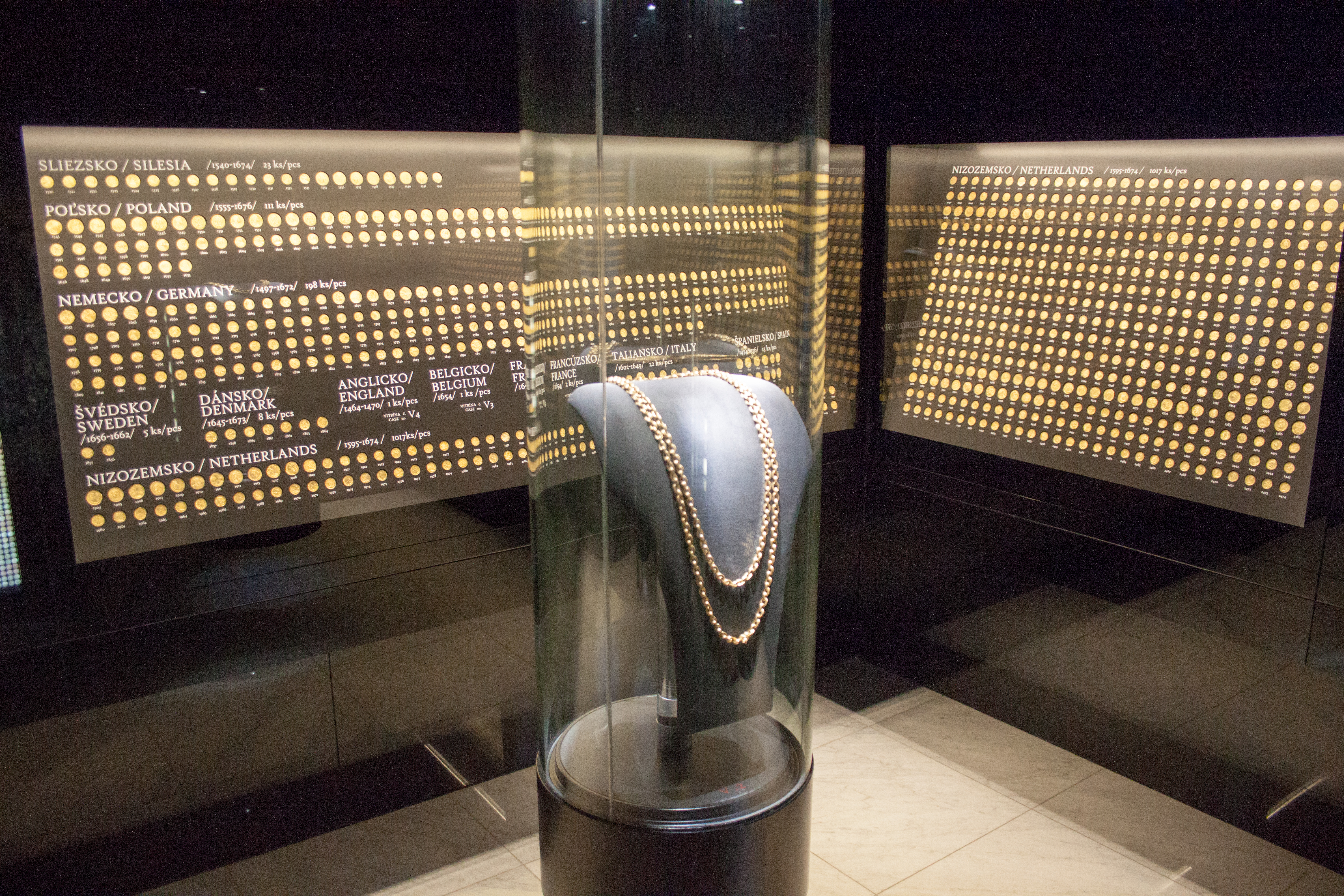
Ausstellung im Tresor im Ostslowakischen Museum

Der Goldschatz wiegt insgesamt 11,5 kg und war in einem brotlaibförmigen Kupfergefäß aufbewahrt, das aus zwei ineinanderpassenden Töpfen besteht. Die Schatzgegenstände waren möglicherweise von einer nicht näher bestimmten Textilie bedeckt. Die Oberfläche des oberen Topfs ist mit Zeichnungen von Fabelwesen und Tieren verziert, mit einem Hirsch in der Mitte, je einem Einhorn ober- und unterhalb des Hirsches, einem Bären und einem kleineren Lebewesen (möglicherweise einem Hasen) an der oberen Seite, einer Eule unterhalb des Hasen sowie einem springenden Hund und einem Vogel am unteren Rand. Der eigentliche Zweck des Gefäßes sowie Schöpfungsort und -zeit sind unbekannt. Es wird vermutet, dass es sich um ein in der Renaissance populäres Jagdmotiv handelt. 
Die Renaissance-Goldkette ist 2,14 m lang bei einem Gewicht von 587,14 g. Gemäß einer Qualitätsprüfung aus dem Jahr 2006 beträgt der Feingehalt etwa 990/1000. Eine Goldkette symbolisierte damals die soziale Stellung in der Gesellschaft, daher spielen sowohl das Gewicht als auch die Länge eine Rolle. Die genaue Entstehungszeit und auch die Identität des Goldschmiedes sind unbekannt, das Schmuckstück trägt keine Stempelung.
Die älteste Goldmedaille zeigt König Ludwig II. von Böhmen und Ungarn und wurde 1525 im Münzhaus Kremnitz geprägt. Der Schöpfer dieses Motivs ist unbekannt. Die zwei anderen Goldmedaillen sind ein Werk des Kremnitzer Medailleurs Christopher Fueszl: Die erste aus dem Jahr 1544 zeigt ebenfalls Ludwig II., entstand aber erst zur Regierungszeit von Ferdinand I. Das dritte Stück ist eine Reitmedaille von Ferdinand I. aus dem Jahr 1541 mit künstlerischen Einflüssen aus Hall in Tirol und wird als besonders wertvoll betrachtet, da silberne Renaissancemedaillen mit gleichem Motiv relativ häufig an Auktionen in Europa anzutreffen sind, während Goldmedaillen außer jener im Goldschatz von Košice nicht bekannt sind.
Die 2920 Münzen stammen aus 81 Münzprägestätten in verschiedenen Regionen Europas, wobei eine der Münzen, ein westfriesischer Dukaten, wahrscheinlich in den 1970er Jahren verloren ging. Der durchschnittliche Feingehalt der Münzen beträgt etwa 950/1000. Am häufigsten vertreten sind Münzen aus dem Königreich Ungarn mit 1187 Münzen. Ihr Prägedatum umfasst einen Zeitraum von fast 280 Jahren von etwa 1402/1404 bis 1679, von Sigismund von Luxemburg bis Leopold I., und es sind nahezu alle Herrscher des Königreichs Ungarn vom 15. bis zum 17. Jahrhundert abgebildet. Bei den ungarischen Münzen sind zwei Dukaten mit Gegenstempeln der Stadt Danzig hervorzuheben. Die meisten Münzen stammen aus den 1640er und 1650er Jahren. Ebenfalls mit dem Königreich Ungarn verbunden sind die 251 siebenbürgischen Münzen, da die damals oberungarischen, heute ostslowakischen Städte, darunter auch das damalige Kaschau, einen regen Handel mit Siebenbürgen betrieben.
Die zweitgrößte Gruppe bilden mit einer Anzahl von 1016 Einzelstücken (inklusive der verlorenen Münze) Münzen  aus verschiedenen Provinzen und Städten der niederen Lande beziehungsweise teilweise später der Republik der Vereinigten Niederlande, die im damaligen Europa wegen großer Stückzahl und relativ guter Qualität verbreitet waren. Recht häufig sind Münzen aus der Provinz Utrecht (346), weiter Westfriesen (238), Geldern (151) und der Stadt Zwolle (100). Insgesamt machen ungarische, siebenbürgische und niederländische Münzen etwa 85 Prozent aller Münzen im Schatz aus.
Ebenfalls mit dem Fundort auf Grund weitreichender Handelsbeziehungen verbunden sind 111 Münzen aus den Gebieten der polnischen Krone. 57 davon stammen aus der Hafenstadt Danzig, 17 aus Thorn, eine aus Elbing, während auf den übrigen 36 Münzen der polnische König Johann II. Kasimir abgebildet ist. In immer kleineren Gruppen folgen Einzelstücke aus dem Fürsterzbistum Salzburg (31), aus Böhmen (26), aus österreichischen Ländern (24, davon 22 aus Niederösterreich sowie je ein Stück aus Kärnten und Steiermark), je 22 Münzen aus Schlesien und Oberitalien (17 aus der Republik Venedig, je zwei aus Savoyen und Modena und eine aus Mirandola), aus Spanien (13), Dänemark (8), Schweden (3) sowie je ein Einzelstück aus England, Glatz, Livland (unter schwedischer Besetzung) und Reval.
Weitere 201 Münzen stammen aus anderen Herrschaften und Städten des Heiligen Römischen Reiches (außer den niederen Landen, Schlesien, Böhmen, Glatz und Österreich). Darin enthalten sind Stücke aus Stralsund (10), Wismar (1) und Erfurt (3), die zeitweise unter schwedischer Herrschaft standen, sowie je ein Stück aus den heute französischen Städten Besançon und Straßburg. Aus Herrschaften stammen bspw. Brandenburg-Preußen (14), Kurmainz (11), Brandenburg-Ansbach und Sachsen (je 6), aus den Städten sind Hamburg (37), Frankfurt am Main (29), Nürnberg (17), Augsburg (14) und Lübeck (13) zu nennen.
Einen Sonderfall bildet ein Stater mit der Abbildung des thrakischen Herrschers Lysimachos (323–281 v. Chr.), der aber möglicherweise nicht aus dessen Zeit stammt. Eventuell handelt es sich um eine keltische oder auch siebenbürgische Nachbildung.

## Geschichte

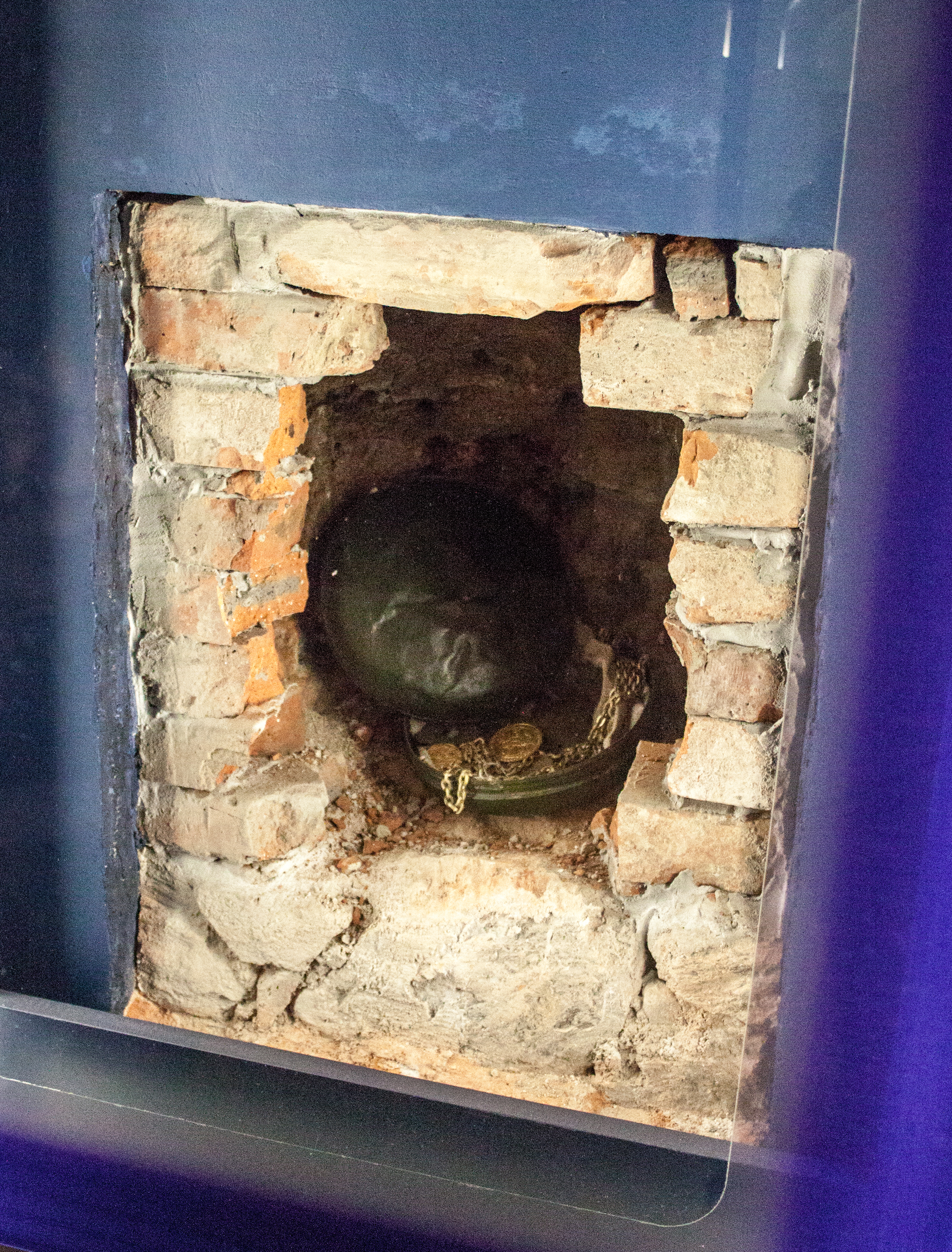
Nachbildung des Fundorts

Die jüngste Münze stammt aus dem Münzhaus Kremnitz mit Prägungsjahr 1679. Im Zusammenhang mit der politischen Situation in Ungarn wird die Eingrabung im Zeitraum von 1680 bis 1682 datiert. Zu dieser Zeit marschierten die aufständischen Kuruzen unter der Führung von Emmerich Thököly, die die Stadt Kaschau erobern wollten, was tatsächlich auch 1682 geschah, nachdem die Stadt am 15. Oktober gegen eine Kuruzenarmee von etwa 14.000 Mann und einem osmanischen Heer von 40.000 Mann kapituliert hatte. Vermutlich war der Eigentümer des Schatzes ein reicher Anhänger der Habsburger (mehr siehe unten), der den Schatz aus Angst vor den Plünderungen bei der Eroberung unter dem Gebäude der Zipser Kammer, der Zweigstelle der obersten Finanzbehörde in Wien für das damalige Oberungarn, einmauerte. Die Habsburger eroberten die Stadt am 25. Oktober 1685 auch mit der Hilfe von einem der Kuruzen-Befehlshaber zurück. Das Gebäude der Zipser Kammer wurde 1770 wesentlich umgebaut, der Schatz blieb aber unentdeckt.
Das Barockgebäude der Zipser Kammer wurde 1935 abgerissen, um Platz für ein neues Gebäude des Finanzdirektoriums an der damaligen Straße Štefánikova Nr. 74 (heute Straße Hlavná Nr. 68) zu schaffen. Der Kupferkasten wurde vom Arbeiter Peter Staho am 24. August 1935 um 11:45 Uhr beim Grundbau entdeckt. Nach der Übergabe an den Bauleiter zählte man zuerst 2796 Münzen. Die Arbeiter wollten Teile des Schatzes an sich nehmen und einem Goldschmied verkaufen. Weil ihr Plan verraten wurde, konnten sie beim Versuch, die Münzen in einem Stadtpark zu verkaufen, von der Polizei festgenommen werden. Durch den versuchten Diebstahl verloren die Finder den Anspruch auf eine Belohnung, die zu dieser Zeit ein Drittel des Fundwerts betrug. Die Polizei konnte 126 (nach anderen Quellen 130) gestohlene Münzen sicherstellen. Somit soll es 2922 Münzen gegeben haben. Allerdings ist heute unklar, ob die zwei fehlenden Münzen verloren gegangen sind, ob es zu einem Zählungsfehler kam oder ob die Polizei überhaupt alle gestohlene Münzen gesichert hatte. Der Schatz wurde zuerst im Gebäude des Finanzdirektoriums in Košice aufbewahrt, später kam er in die Generalfinanzkasse und das Heimatmuseum (heute Teil des Slowakischen Nationalmuseums) in Bratislava, wo die Münzen zum ersten Mal inventarisiert wurden. 1940 kam der Schatz in die Zentralstaatskasse und wurde anschließend in der Numismatik-Abteilung des Nationalmuseums in Prag deponiert, wo die detaillierte Beschreibung und Analyse bis 1942 dauerte. Während des Zweiten Weltkriegs interessierten sich Regierungskreise im Dritten Reich und Königreich Ungarn (1920–1944), darunter Reichsmarschall Hermann Göring, Staatssekretär beim Reichsprotektor Karl Hermann Frank, und das ungarische Staatsoberhaupt Miklós Horthy, für den Schatz. Daher wurde er in zwei Kisten verpackt und an einer geheimen Stelle bei Prag vergraben.
Der Goldschatz überstand die Kriegswirren unbeschädigt und kam 1947 zurück in die Numismatik-Abteilung. Im selben Jahr erschienen die detaillierten Informationen im Sammelwerk des Nationalmuseums, ein Jahr später veröffentlichte Emanuela Nohejlová-Prátová in Prag die erste Monografie (Košický zlatý poklad. Nález mincí 15. - 17. století v Košicích r. 1935). Zum ersten Mal wurde der Schatz 1953 in Prag ausgestellt, 1956 wurden Teile nach Košice zwecks einer Ausstellung gebracht und noch einmal 1967, beide Male von hohem Besucherinteresse begleitet. Nach dem Ende der Ausstellung 1967 verblieb der Schatz zuerst im Tresor der Staatsbankfiliale in Košice, ein Teil wurde inzwischen auch im Stadtmuseum Bratislava ausgestellt. Um den Schatz permanent in Košice aufzubewahren, wurde 1969 ein großer unterirdischer Tresor unter dem Hauptgebäude des Ostslowakischen Museums errichtet. Seit 1970 ist die Dauerausstellung des Goldschatzes von Košice der Öffentlichkeit zugänglich. 1974 wurde die Verwaltung des Schatzes vom tschechoslowakischen Finanzministerium an das Finanzministerium der Slowakischen Sozialistischen Republik (SSR) übertragen. 1980 schlossen das Finanzministerium der SSR, das Bezirksfinanzdirektorium Košice, der Bezirksnationalausschuss Košice und das Ostslowakische Museum im Februar ein Abkommen über Pflichten, Berechtigungen und Zusammenarbeit bei der Verwaltung ab. Demzufolge hatte das Finanzministerium das Recht, jährliche Inventarisierungen durchzuführen. Diese fanden von 1981 bis 1991 statt, weitere folgten erst 1995 und 2006. 1998 kam es zu einer weiteren Übertragung vom Finanzministerium der nunmehr unabhängigen Slowakischen Republik an das Kulturministerium. Seit dem 30. März 1998 stehen die Schatzgegenstände unter Verwaltung des Slowakischen Nationalmuseums in Bratislava, physisch bleiben sie aber weiter in Košice.
Während der Umbauarbeiten im Ostslowakischen Museum von 2008 bis 2013 war der Goldschatz im Slowakischen Nationalmuseum in Bratislava deponiert und wurde in Museen in der Slowakei, Ungarn, Tschechien und Polen ausgestellt, wie z. B. im Frühjahr 2011 im Ungarischen Nationalmuseum in Budapest. Als Teil der Sanierungsarbeiten im Ostslowakischen Museum wurde die Ausstellung im Tresor wesentlich geändert und mit einer modernen audiovisuellen Ausstattung versehen.

## Schatzwert und Eigentümer

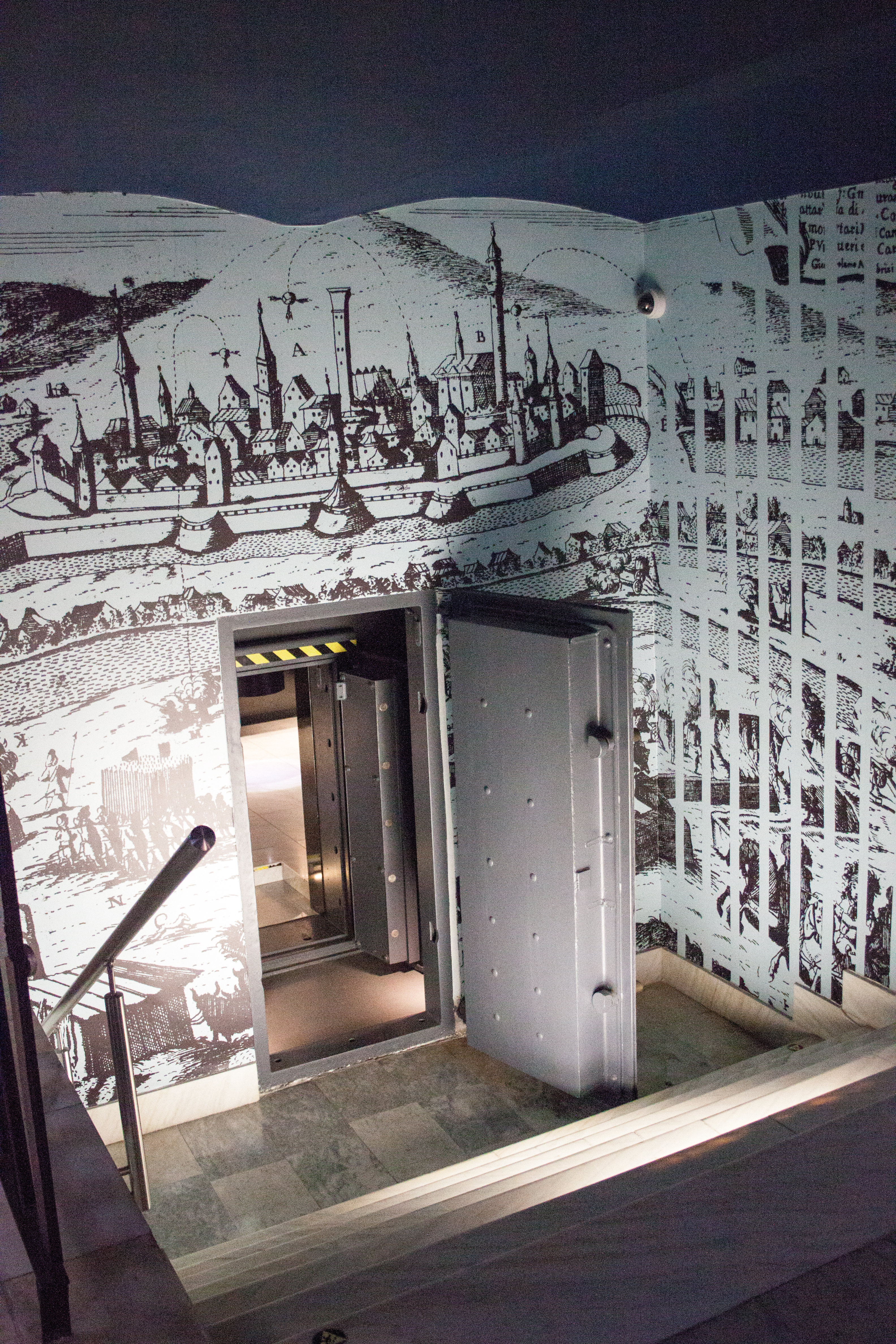
Eingang in den unterirdischen Tresor

Der Goldschatz von Košice besteht aus 2920 Dukaten, darunter sind 216 Doppeldukaten, was 3136 Dukaten ergibt. Die drei Medaillen haben insgesamt einen Wert von ungefähr 24,57 Dukaten, die Goldkette 165 Dukaten. Insgesamt war der Schatz etwa 3325,57 Dukaten wert, was für die Zeit gegen 1680 eine große Summe war. Man kann den Wert auch mithilfe von Denaren, die zu dieser Zeit im alltäglichen Leben im Königreich Ungarn am häufigsten verwendet wurden, veranschaulichen. Der genaue Umtauschkurs zu Dukaten in Kaschau aus der Zeit gegen 1680 ist nicht bekannt; in den nahen Städten Zipser Neudorf und Leutschau betrug er 1679 und 1680 1 Dukaten = 425 Denare, 1681 1 Dukaten = 426 Denare. Somit beträgt der geschätzte Schatzwert 1.416.693 Denare, was für einfache Menschen mit damaligen Löhnen eine zu Lebenszeiten unerreichbare Summe darstellte. Zum Beispiel betrug der Tageslohn eines Tagelöhners in der nahen Zips 24 Denare, ein Zimmergeselle erhielt 30 Denare und ein Maurergeselle 48 Denare täglich. Demzufolge müsste ein Tagelöhner 59.029 Tage oder ungefähr 161,6 Jahre, ein Zimmergeselle 47.223 Tage oder etwa 129,3 Jahre und ein Maurergeselle 29.514 Tage oder ca. 80,8 Jahre ununterbrochen arbeiten, um diese Summe zu erreichen. Auf der anderen Seite stehen die höchsten Beamten der Zipser Kammer, unter deren Gebäude der Schatz versteckt worden war: Der Präsident erhielt 1689 ein jährliches Gehalt von 2400 Dukaten, ein Berater 600 Dukaten, ein Sekretär und Archivar je 400 Dukaten, ein Assistent des Archivars 150 Dukaten und ein Schreiber 100 Dukaten.
Die Identität des Eigentümers ist nach wie vor unbekannt, allerdings schließt man anhand der Zusammensetzung des Schatzes die Möglichkeit, dass es ein reicher Sammler oder Emmerich Thököly gewesen sein könnte, aus. Da es sich bei den Münzen um damals kursierende Umlaufmünzen bei reicheren Personen handelte, war der Schatz demzufolge Eigentum einer Person aus höheren sozialen Klassen. Die Möglichkeit als Vermögen der Zipser Kammer wird als unwahrscheinlich eingeschätzt, da die Mehrheit der hohen Beamten der Zipser Kammer gegenüber dem Kaiser loyal blieb und nach der Wiedereroberung von Kaschau durch kaiserliche Truppen im Jahr 1685 hätte es keine Möglichkeit gegeben, dass der Hof von einer so hohen Summe nichts gewusst hätte. Als wahrscheinlichste Eigentümer werden drei Personen genannt. Die erste ist Franciscus Bernardus Wegele Walsegg, Präsident der Kammer von 1675 bis 1682, der nach der Flucht im Februar 1682 am 17. November im selben Jahr in Wien verstarb. Die zweite Person ist Sigismundus Hollo, einer der drei Berater, die nach der Eroberung von Kaschau 1682 wegen verweigerter Zusammenarbeit inhaftiert wurden, und der am 9. April 1685 in Krakau starb. Als letzte mögliche Person wird Martinus Madarász, ebenfalls Berater, der zu Thököly überlief, aber noch vor der kaiserlichen Wiedereroberung der Stadt Suizid beging (wahrscheinlich im Jahr 1683), erwähnt.
Die anderen zwei hohen Beamten der Zipser Kammer zu dieser Zeit, der dritte Berater Albretus Ludovicus Thavonath und Schatzmeister Balthasar Pottornyay, konnten flüchten und kehrten nach der Wiedereroberung von Kaschau durch kaiserliche Truppen zurück und hatten danach bis zum Tod hohe Posten in der Kammer inne, hätten also Gelegenheit gehabt, den Schatz wieder auszugraben. Aus diesem Grund werden sie nicht als mögliche Eigentümer genannt.

## Bedeutung
Der Goldschatz von Košice gehört zu den bedeutendsten Goldfunden in Europa, mit Münzen aus verschiedenen Ländern, die in unterschiedlichen Beziehungen zum damaligen Königreich Ungarn standen. Einige Münzen kamen durch militärische Interventionen (z. B. Dreißigjähriger Krieg), andere über Handelsbeziehungen ins Land. Durch die Größe des Fundes lässt sich der Goldschatz kaum mit anderen Goldfunden in der Region vergleichen. Unklar ist zum Beispiel, inwieweit damals ausländische Goldmünzen im Zahlungsverkehr im Königreich Ungarn verbreitet waren.
Ein vergleichbarer Goldfund mit 261 Goldmünzen und einer Medaille, der im April 2002 in einem Feld bei der ungarischen Gemeinde Újfehértó im Komitat Szabolcs-Szatmár-Bereg ausgegraben wurde, wird ähnlich wie der Goldschatz von Košice in die Zeit des Thököly-Aufstandes datiert, genauer in die Jahre 1684 und 1685; die ungarischen Münzen (132) umfassen ebenfalls den Zeitraum vom 15. bis zum 17. Jahrhundert, und es sind auch hier ausländische Münzen (Österreich, Fürsterzbistum Salzburg, Böhmen, Polen, deutschsprachige Gebiete des HRR, Venedig usw.) vertreten. Augenfällig ist jedoch der wesentlich kleinere Anteil der Münzen aus den Niederlanden mit nur fünf Einzelstücken.

## Trivia
Nach dem Fund ist der seit 1980 stattfindende slowakische Unterhaltungsmusikwettbewerb Košický zlatý poklad benannt, der im Slowakischen Rundfunk gesendet wird. 2021 fand die 37. Ausgabe statt.